# Malaia sulawesi
Malaia sulawesi är en skalbaggsart som beskrevs av Miyake 1996. Malaia sulawesi ingår i släktet Malaia och familjen Rutelidae. Inga underarter finns listade i Catalogue of Life.